# Kirke Hyllinge Sogn
Kirke Hyllinge Sogn er et sogn i Lejre Provsti (Roskilde Stift).
I 1800-tallet var Lyndby Sogn anneks til Kirke Hyllinge Sogn. Begge sogne hørte til Voldborg Herred i Roskilde Amt. Hyllinge-Lyndby sognekommune blev ved kommunalreformen i 1970 indlemmet i Bramsnæs Kommune, der ved strukturreformen i 2007 indgik i Lejre Kommune.
I Kirke Hyllinge Sogn ligger Kirke Hyllinge Kirke.
I sognet findes følgende autoriserede stednavne:
- Kirke Hyllinge (bebyggelse, ejerlav)
- Kyndeløse (bebyggelse, ejerlav)
- Nørre Hyllinge (bebyggelse, ejerlav)
- Ormenavsgårde (bebyggelse)
- Smedegårde (bebyggelse)
- Store Karleby (bebyggelse, ejerlav)